# Jordan Hayes
Jordan Hayes est une actrice canadienne née le 14 juin 1987 à Montréal.

## Filmographie

### Cinéma
- 2008 : Dissolved Girl : Sam
- 2008 : Maybe Tomorrow : la fille
- 2009 : Dead Men Play No Blues : Agent D.
- 2010 : Nostrum : Angel
- 2011 : Dans l'ombre 3D : Vicky
- 2011 : Exit Humanity : Emma
- 2012 : La Maison au bout de la rue : Carrie-Anne Jacobson
- 2013 : The F Word : Becky
- 2013 : Lay Over
- 2013 : Et (beaucoup) plus si affinités : Becky
- 2014 : 10 Speed : Lauren James

### Télévision
- 2009 : Ghostly Encounters : Kelly Baker (1 épisode)
- 2010 : Les Vies rêvées d'Erica Strange : Jessica (1 épisode)
- 2010 : Nikita : Elizabeth (1 épisode)
- 2011 : Mayday : Alerte maximum : Ellyce Kausner (1 épisode)
- 2011 : Flashpoint : Franca (1 épisode)
- 2012 : Crisis Point : Tanya
- 2012 : The Firm : Jenny LaFleur (1 épisode)
- 2013 : Le Transporteur : une motarde (1 épisode)
- 2014 : Helix : Dr Sarah Jordan (26 épisodes)